# Ozero Mozjnevo
Ozero Mozjnevo (ryska: Озеро Можнево) är en sjö i Belarus. Den ligger i voblasten Hrodna voblast, i den västra delen av landet, 220 km väster om huvudstaden Minsk. Ozero Mozjnevo ligger 118 meter över havet.
I omgivningarna runt Ozero Mozjnevo växer i huvudsak blandskog. Runt Ozero Mozjnevo är det ganska tätbefolkat, med 139 invånare per kvadratkilometer.